# 加普斯普林斯鎮區 (阿肯色州波爾克縣)
加普斯普林斯鎮區（英語：Gap Springs Township）是位於美國阿肯色州波爾克縣的一個行政鎮區。

## 地方資料
加普斯普林斯鎮區的面積為213.07平方千米，當中陸地面積為212.81平方千米，而水域面積為0.26平方千米。根據2010年美國人口普查的數據，當地共有人口98人，而人口密度為每平方千米0.46人。